# Chengfangqiao (sockenhuvudort i Kina, Yunnan Sheng, lat 25,76, long 103,83)
Chengfangqiao är en sockenhuvudort i Kina. Den ligger i provinsen Yunnan, i den sydvästra delen av landet, omkring 140 kilometer nordost om provinshuvudstaden Kunming. Antalet invånare är 10 457. Befolkningen består av 5 069 kvinnor och 5 388 män. Barn under 15 år utgör 21,0 %, vuxna 15-64 år 68 %, och äldre över 65 år 9,0 %.
Runt Chengfangqiao är det ganska tätbefolkat, med 155 invånare per kvadratkilometer. Det finns inga andra samhällen i närheten. Trakten runt Chengfangqiao består till största delen av jordbruksmark.
Genomsnittlig årsnederbörd är 1 055 millimeter. Den regnigaste månaden är juni, med i genomsnitt 238 mm nederbörd, och den torraste är januari, med 11 mm nederbörd.